# Lauri Weijkamp
Lauri Weijkamp (5 november 1998) is een Nederlands voetbalster die uitkwam voor PEC Zwolle.

## Carrière
In de zomer van 2013 maakte ze de overstap van SV Zwolle naar PEC Zwolle. Op 1 april 2016 maakte ze haar debuut bij de eerste selectie in de uitwedstrijd tegen Ajax. In de 75e minuut mocht ze invallen voor Sharon Bruinenberg. De wedstrijd eindigde in 3–0.

### Carrièrestatistieken
| Seizoen         | Club            | Land            | Competitie      | Competitie | Competitie | Beker | Beker | Internationaal | Internationaal | Overig | Overig | Totaal | Totaal |
| Seizoen         | Club            | Land            | Competitie      | Wed.       | Dlp.       | Wed.  | Dlp.  | Wed.           | Dlp.           | Wed.   | Dlp.   | Wed.   | Dlp.   |
| --------------- | --------------- | --------------- | --------------- | ---------- | ---------- | ----- | ----- | -------------- | -------------- | ------ | ------ | ------ | ------ |
| 2015/16         | PEC Zwolle      | Nederland       | Eredivisie      | 1          | 0          | 0     | 0     | –              | –              | –      | –      | 1      | 0      |
| 2016/17         | PEC Zwolle      | Nederland       | Eredivisie      | 13         | 1          | 1     | 0     | –              | –              | –      | –      | 14     | 1      |
| 2017/18         | PEC Zwolle      | Nederland       | Eredivisie      | 21         | 2          | 0     | 0     | –              | –              | –      | –      | 21     | 2      |
| 2018/19         | PEC Zwolle      | Nederland       | Eredivisie      | 20         | 1          | 2     | 0     | –              | –              | –      | –      | 22     | 1      |
| 2019/20         | PEC Zwolle      | Nederland       | Eredivisie      | 7          | 0          | 1     | 1     | –              | –              | 6      | 1      | 14     | 2      |
| 2020/21         | PEC Zwolle      | Nederland       | Eredivisie      | 9          | 0          | 1     | 0     | –              | –              | 5      | 0      | 15     | 0      |
| Carrière totaal | Carrière totaal | Carrière totaal | Carrière totaal | 71         | 4          | 5     | 1     | 0              | 0              | 11     | 1      | 87     | 6      |